# Horst Herrlich

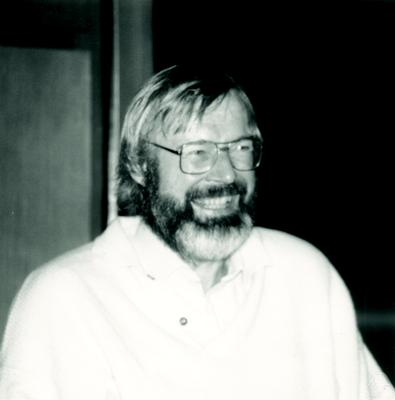
Horst Herrlich 1987 beim MFO

Horst Herrlich (* 11. September 1937 in Berlin; † 13. März 2015 in Bremen) war ein deutscher Mathematiker. Von 1971 bis 2002 war er Professor für Mathematik mit dem Schwerpunkt Topologie und Kategorientheorie an der Universität Bremen.

## Leben
Horst Herrlich promovierte 1962 über Ordnungsfähigkeit topologischer Räume bei Karl Peter Grotemeyer und Alexander Dinghas an der Freien Universität Berlin, an der er sich 1965 zum Thema E-kompakte Räume auch habilitierte.

## Forschung
Herrlich gilt als ein Begründer der kategoriellen Topologie, die Fragen der allgemeinen Topologie mit Methoden der Kategorientheorie behandelt.

## Schriften
- Topologische Reflexionen und Coreflexionen. Springer Lecture Notes Math. 78, 1968.
- Category Theory. Allyn and Bacon, 1973.
- Einführung in die Topologie: Metrische Räume. Heldermann Verlag, Berlin 1986.
- Topologie I: Topologische Räume. Heldermann Verlag, Berlin 1986.
- Topologie II: Uniforme Räume. Heldermann Verlag, Berlin 1988.
- Abstract and Concrete Categories. Wiley-Interscience Publ., New York 1990.
- Axiom of Choice. Springer Lecture Notes Math. 1876, 2006.